# Bolat Nurgaliyev
Bolat Kabdylkhamitovich Nurgaliyev (em georgiano:  Болат Қабдылхамитұлы Нұрғалиев, em russo:  Болат Кабдылхамитович Нургалиев, em chinês:  努尔加利耶夫) (25 de julho de 1951), é um diplomata cazaque e o atual Secretário-geral da Organização de Cooperação de Xangai. 
Nurgaliyev estudou línguas estrangeiras no Instituto Pedagógico Estatal em Astana. Entrou para o Ministério dos Negócios Estrangeiros soviético, e serviu de 1980 a 1992 como diplomata no sul da Ásia. Depois foi diretor do Departamento de Segurança Internacional e Controlo de Armamentos do Ministério dos Negócios Estrangeiros do Cazaquistão durante quatro anos, até ter sido nomeado embaixador nos Estados Unidos em 1996. Em 2001 tornou-se embaixador na Coreia do Sul, e em 2003 embaixador no Japão. Foi nomeado Secretário-geral da Organização de Cooperação de Xangai em 1 de janeiro de 2007.
Pouco depois de assumir o cargo, Nurgaliyev declarou que a tarefa mais importante para a OCX era o combate ao terrorismo, separatismo e extremismo.